# جيم ويست
جيم ويست (بالإنجليزية: Jim West)‏ (13 فبراير 1954 بنيوساوث ويلز في أستراليا - 23 ديسمبر 2015) هو ملاكم أسترالي، صنّف ضمن فئة وزن الخفيف ووزن البانتام السوبر ‏ ووزن الريشة ‏ ووزن الذبابة ووزن الذبابة الممتاز ‏ ووزن خفيف الوسط ‏ ووزن الويلتر ووزن البانتام ‏ ووزن الريشة السوبر ‏.

## إحصائيات
خاض خلال مسيرته 81 نزالا، تعادل في 7 .

## روابط خارجية
- جيم ويست على موقع بوكس ريك (الإنجليزية) (registration required)